# Чен, Джеймс
Джеймс Чен (кит. 陳清仁; род. Нью-Йорк, США) — американский актёр, известен благодаря роли Кэла в «Ходячих мертвецах». Также сыграл роль Сэмюэля Чанга в сериале от Netflix «Железный кулак».

## Ранняя жизнь и образование
Чен родился и вырос в Нью-Йорке и имеет китайское происхождение. Получив степень бакалавра искусств в Пенсильванском университете, Чен получил степень магистра изящных искусств в Йельской школе драмы. Он был награжден мемориальной премией Декстера Вуда Люка за свою работу там.

## Карьера
В 2011 году он сыграл повторяющегося персонажа Эдриана Сунга в криминальном сериале «Закон и порядок: Специальный корпус». Он появился в «Ходячих мертвецах», сыграв роль Кэла с шестого по девятый сезон.
В 2015 году он снялся в ЛГБТ-драме «Жёлтая лихорадка» с Джейком Чоем.
С 2018 года он играет Иэна Лима, аналитика ФБР в драматическом сериале CBS «ФБР».

## Фильмография

### Фильмы
| Год  | Название                           | Роль               | Примечание         |
| ---- | ---------------------------------- | ------------------ | ------------------ |
| 2004 | Убийство за чертой                 | Пит Ричардс        |                    |
| 2010 | Чудо-мальчик                       | Рой                |                    |
| 2010 | Пять минаретов в Нью-Йорке         | Агент Ли           |                    |
| 2011 | Что-то не так с Кевином            | Доктор Фоулкс      |                    |
| 2011 | Пингвины мистера Поппера           | Рыба и офицер игры |                    |
| 2012 | Смотрит телевизор с рыжим китайцем | Цзы                |                    |
| 2012 | Археология женщины                 | Дежурный           |                    |
| 2012 | Новый Человек-паук                 | Офицер полиции     |                    |
| 2013 | Наткнуться на тебя                 | Брэди              | Короткометражка    |
| 2013 | День труда                         | Парамедик          |                    |
| 2014 | Пока я не исчезну                  | Китаец             | В титрах не указан |
| 2014 | Амира и Сэм                        | Донни              |                    |
| 2015 | Жёлтая лихорадка                   | Нинг               |                    |
| 2019 | Текучесть                          | Эрик               |                    |
| 2025 | Роузмид                            | Доктор Сю          |                    |

### Телевидение
| Год        | Название                            | Роль                    | Примечание              |
| ---------- | ----------------------------------- | ----------------------- | ----------------------- |
| 2009       | Эван и Гарет пытаются потрахаться   | Ларри                   | Телефильм               |
| 2009       | Милосердие                          | Бен Шин                 | 1 эпизод                |
| 2010       | Голубая кровь                       | Нельсон Чу              | 1 эпизод                |
| 2010       | Бегущий Уайльд                      | Патологоанатом          | 1 эпизод                |
| 2011       | Закон и порядок: Специальный корпус | Криминалист Адриан Сунг | Повторяющаяся (7 серий) |
| 2012       | Морская полиция: Лос-Анджелес       | Кадео Хоанг             | 1 эпизод                |
| 2014       | Чёрный список                       | Ли Чанг                 | 1 эпизод                |
| 2015       | Сонная Лощина                       | Лоренцо Чанг            | 1 эпизод                |
| 2016       | В поле зрения                       | Джеймс Ко               | 1 эпизод                |
| 2016–2019  | Ходячие мертвецы                    | Кэл                     | Повторяющаяся           |
| 2017       | Элементарно                         | Лейтенант Моррисон      | 1 эпизод                |
| 2018       | Железный кулак                      | Сэмюэл Чанг             | 4 эпизода               |
| 2018       | Мадам госсекретарь                  | Мистер Усуки            | 1 эпизод                |
| 2018–н. в. | ФБР                                 | Иэн Лим                 | Повторяющаяся           |
| 2019–2024  | 9-1-1                               | Кевин Ли                | 2 эпизода               |